# 特奥 (拉科鲁尼亚省)
特奥 是西班牙加利西亚自治区拉科鲁尼亚省的一个市镇，下属13个教区。根据2011年的统计，特奥有49.80%的居民说加利西亚语。烏利亞河流经特奥。

## 经济
特奥的传统产业是以种植苹果和桃为主的农业以及木材加工业。

## 人口
| 特奥历史人口变化图     |
|                        |
| 来源：西班牙国家统计局 |

## 图集

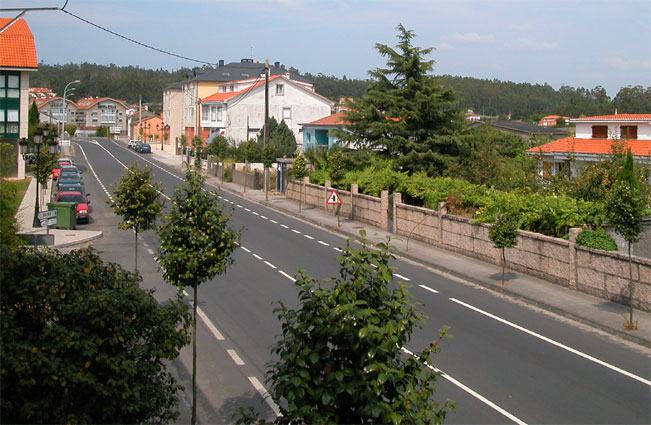
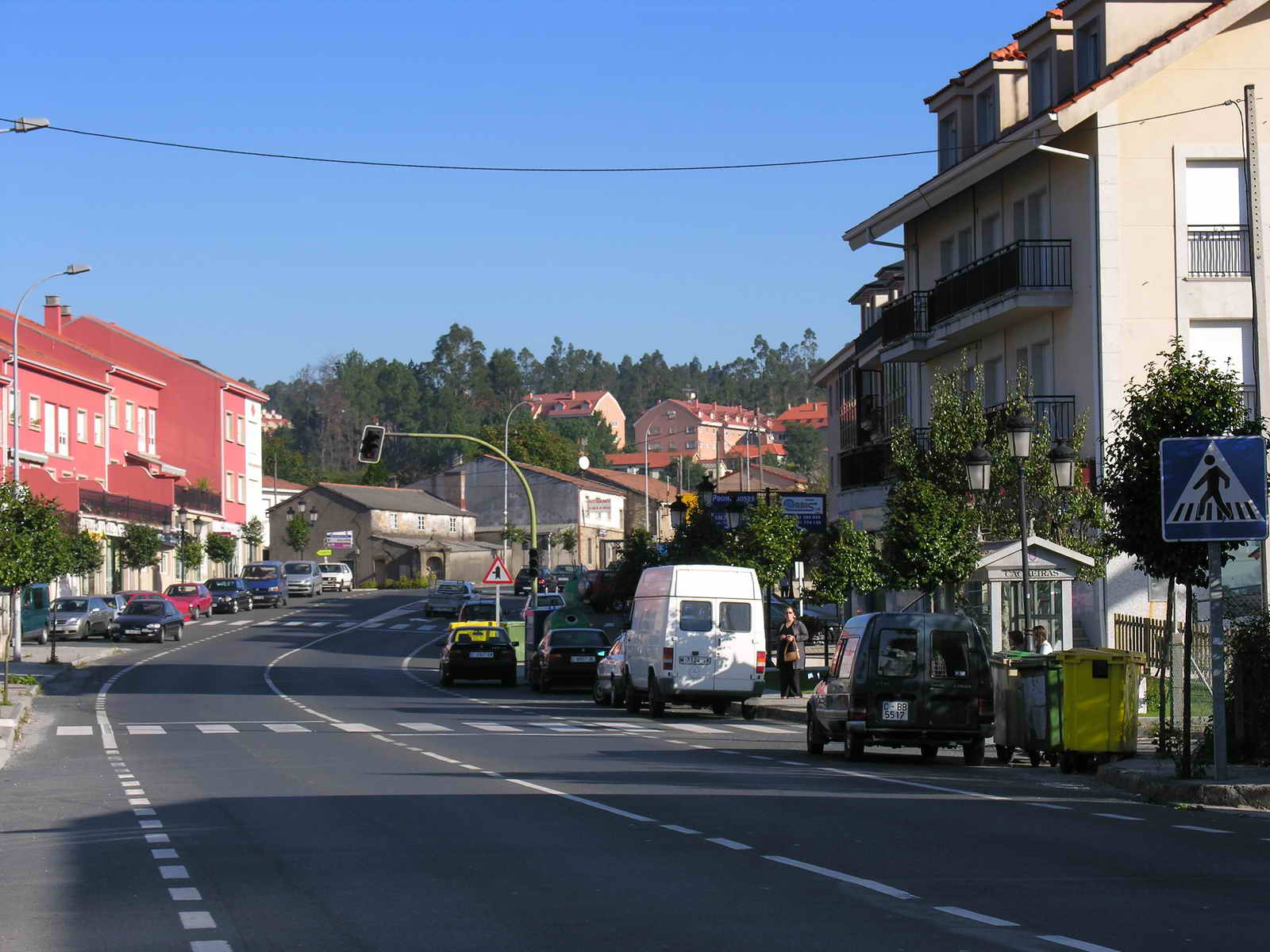
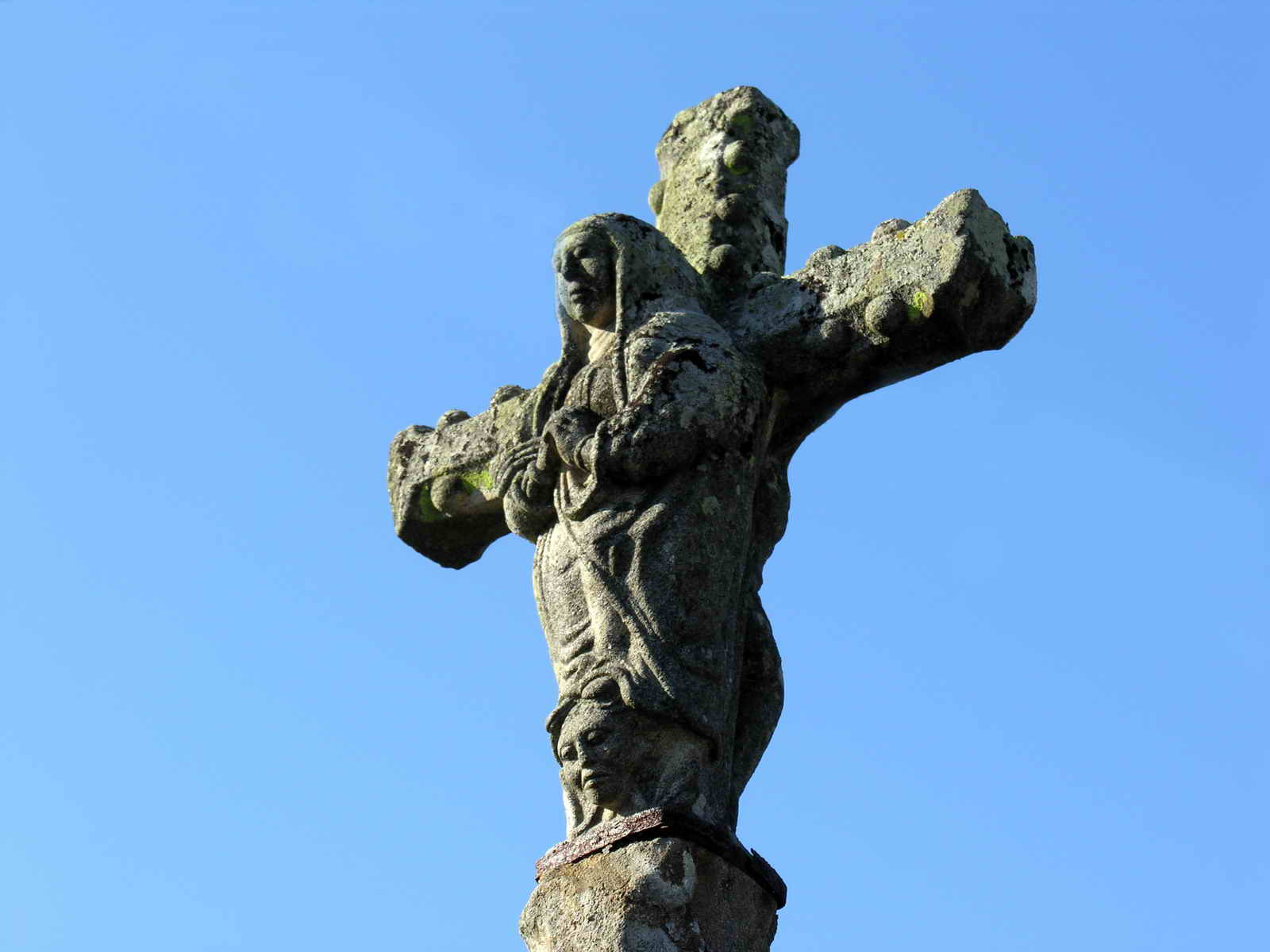
耶稣受难像
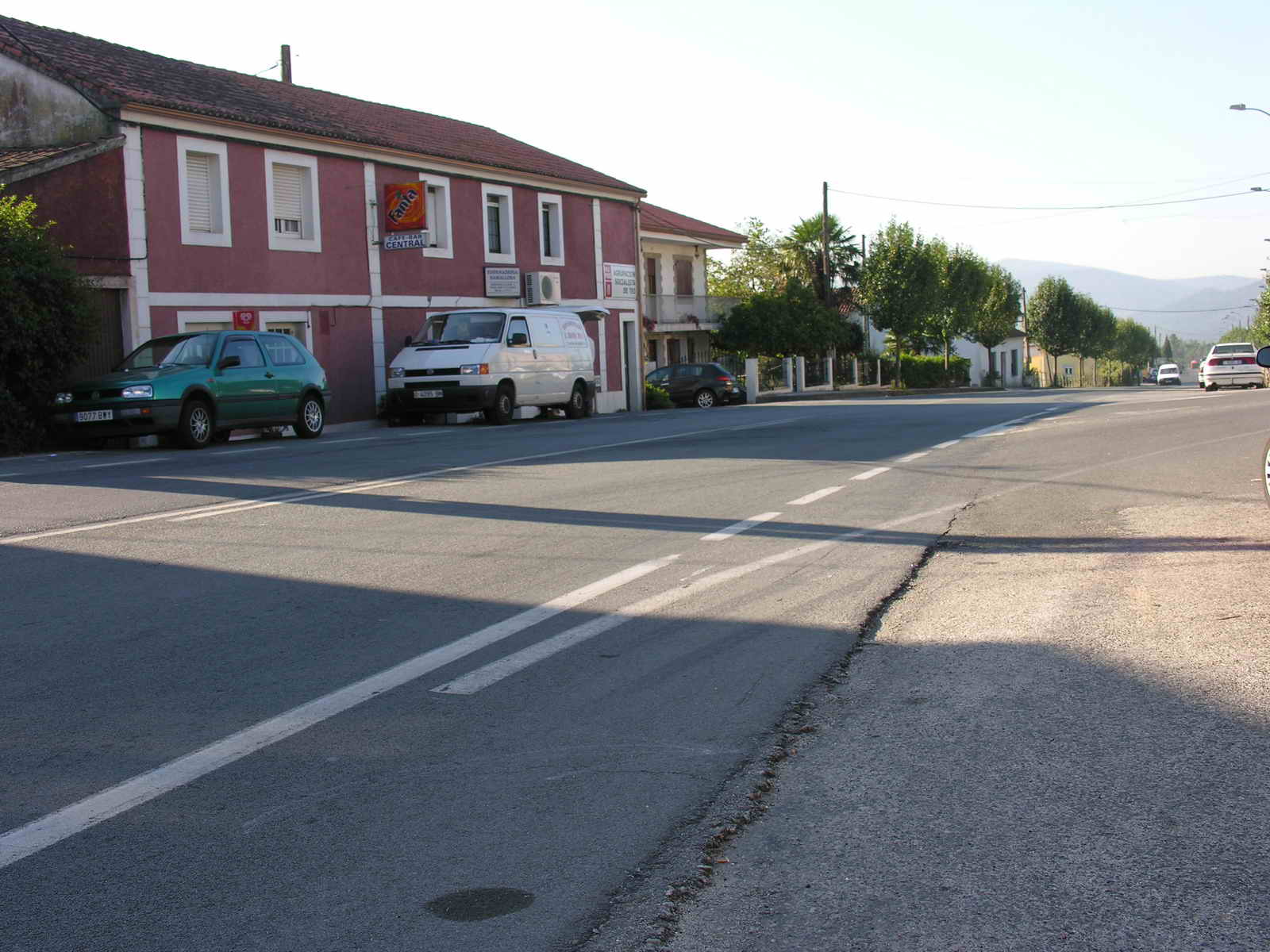